# Adam Wheeler
Adam Wheeler (ur. 24 marca 1981 w Lancaster) – amerykański zapaśnik w stylu klasycznym, brązowy medalista olimpijski.
Brązowy medalista igrzysk olimpijskich w Pekinie w 2008 roku w kategorii do 96 kg. Srebro na mistrzostwach panamerykańskich w 2006. Drugi w Pucharze Świata w 2008 roku.